# Commissario del Nunavut
Il commissario del Nunavut è il rappresentante del governo canadese nel territorio del Nunavut.
La carica venne creata nel 1999 a seguito della separazione del Nanavut dai Territori del Nord-Ovest. Come gli altri commissari dei territori e i vicegovernatori delle province viene nominato direttamente dal Primo ministro canadese. A differenza dei vicegovernatori però non è rappresentante della monarchia.

## Lista di commissari
| #    | Nome                           | Periodo        |
| 1    | Helen Mamayaok Maksagak        | 1999-2000      |
| 2    | Peter Irniq                    | 2000-2005      |
| 3    | Ann Meekitjuk Hanson           | 2005-2010      |
| temp | Nellie Kusugak (pro-tempore)   | 2010           |
| 4    | Edna Elias                     | 2010-2015      |
| 5    | Nellie Kusugak                 | 2015-2020      |
| temp | Rebekah Williams (pro-tempore) | 2020-2021      |
| 6    | Eva Aariak                     | 2021-in carica |